# Onessime Rondouba
Onessime Rondouba ist ein tschadischer Leichtathlet, der sich auf den Langstreckenlauf spezialisiert hat.

## Sportliche Laufbahn
Erste Erfahrungen bei internationalen Meisterschaften sammelte Onessime Rondouba im Jahr 2024, als er bei den Afrikameisterschaften in Douala mit neuem Landesrekord von 13:47,44 min den fünften Platz im 5000-Meter-Lauf belegte und über 1500 Meter mit 4:07,88 min im Vorlauf ausschied.

## Persönliche Bestleistungen
- 1500 Meter: 4:07,88 min, 25. Juni 2024 in Douala
- 5000 Meter: 13:47,44 min, 26. Juni 2024 in Douala (tschadischer Rekord)